# الحرب البحرية البرتغالية المملوكية
الحرب البحرية البرتغالية المملوكية كانت صراعا بحريا بين الدولة المملوكية والبرتغاليين في المحيط الهندي، نتيجة لتوسع البرتغاليين بعد أن إبحرو حول رأس الرجاء الصالح في عام 1497. وقع الصراع خلال الجزء الأول من القرن السادس عشر، من 1505 حتى سقوط الدولة المملوكية في 1517.
من ناحية أخرى نظم البرتغاليون الذين كانوا يخشون من تنظيم رحلة استكشافية جديدة من المماليك تقاربًا مع بلاد فارس وسعوا لإنشاء تحالف من الممكن أن يعطي قواعد للبرتغاليين على السواحل الشمالية للمحيط الهندي ويخلق تهديدًا شرقيًا للعثمانيين والمماليك. استقبل البوكيرك سفير الشاه إسماعيل في جوا وأعاد خطابًا وسفيرًا هو روي غوميز. وفي رسالة إلى الشاه إسماعيل، اقترح البوكيرك هجومًا مشتركًا ضد المماليك والعثمانيين:

## المعارك العسكرية

### خلفية
بعد قصف البرتغاليين كاليكوت في 1500-1501 في الرحلة الثانية لاستكشاف الهند البرتغالية تحت قيادة بيدرو ألفاريز كابرال للتأثير على تجارة التوابل التي تربط الهند إلى مصر ومن ثم البندقية وتضاءلت البضائع بسبب هذا وارتفعت الأسعار. كانت السفن العربية تتعرض للهجوم بشكل مباشر: في عام 1503 سُرقت أول سفينة مصرية من قبل البرتغاليين أثناء عودتها من الهند. في عام 1504 دمر البرتغاليون 17 سفينة عربية في ميناء بانان الهندي.
في عام 1504 م أرسل السلطان المملوكي قنصوه الغوري مبعوثًا إلى البابا في شخص الرئيس الأكبر لدير سانت كاترين محذرا من أنه إذا لم يوقف البابا من آثار البرتغاليين ضد المسلمين فسوف يحضر الخراب إلى الاماكن المقدسة المسيحية في بلاد الشام والمسيحيين الذين يعيشون في عالمه.
في عام 1504 أرسل الفينيسيون الذين تقاسموا المصالح المشتركة مع المماليك في تجارة التوابل ورغبوا في القضاء على التحدي البرتغالي إن أمكن المبعوث فرانشيسكو تيلدي إلى القاهرة. حاول تيلدي إيجاد مستوى من التعاون بين العالمين مما شجع المماليك على منع الملاحة البرتغالية. ادعى الفينيسيون أنهم لا يستطيعون التدخل بشكل مباشر وشجعوا السلطان المملوكي قنصوه الغوري على التحرك من خلال الاتصال مع الأمراء الهنود في كوشين وكانانور لإغرائهم على عدم التجارة مع البرتغاليين وسلاطين كاليكوت و للقتال ضدهم. وهكذا تم إبرام نوع من التحالف بين البندقية والمماليك ضد البرتغاليين. كانت هناك ادعاءات تم التعبير عنها خلال حرب عصبة كامبراي بأن الفينيسيين قد زودوا المماليك بالأسلحة وكتّاب السفن المهرة.
لكن البرتغاليين ظلوا يحاصرون البحر الأحمر وسرقوا السفن التجارية المسلمة.

### حملة المماليك (1505)
في عام 1505 أمر السلطان المملوكي قنصوه الغوري بالحملة الأولى ضد البرتغاليين. تم بناء الأسطول بالأخشاب والأسلحة من الإمبراطورية العثمانية وتم تجنيد الطواقم وراكبي السفن في جميع أنحاء شرق البحر الأبيض المتوسط. غادرت الحملة بقيادة الأمير حسين الكردي السويس في نوفمبر وسافرت عن طريق البحر إلى جدة حيث قاموا بتحصين المدينة. ثم أعد الأسطول نفسه للذهاب إلى عدن . تزامن ذلك مع إرسال أرمادا الهند البرتغالية الحملة السابعة إلى المحيط الهندي تحت قيادة فرانسيسكو دي ألميدا .
في عام 1506 بدأ أسطول آخر تحت قيادة أفونسو دي ألبوكيركي في مداهمة سواحل شبه الجزيرة العربية والقرن الأفريقي بعد هزيمة الأسطول المسلم. في عام 1507 دخل أسطول من حوالي 20 سفينة برتغالية البحر الأحمر وداهم البضائع القادمة من الهند هناك مما أدى إلى انهيار التجارة المملوكية الهندية. حاول البرتغاليون إنشاء قاعدة في سقطرى في عام 1507 من أجل إيقاف تجارة المماليك عبر البحر الأحمر لكن الجزيرة أثبتت أنها غير مضيافة وكانت غير فعالة في هذا الدور بحيث غادر البرتغاليون بعد بضعة أشهر.
في أغسطس - سبتمبر 1507 تمركز أسطول المماليك المكون من حوالي 50 سفينة في عدن استعدادًا للذهاب إلى الهند.

### معركة شاول (1508)
تم إرسال الأسطول مرة أخرى بقيادة الأمير حسين الكردي إلى الهند في عام 1507. تحالف المماليك مع سلطنة الكجرات المسلمة أول قوة بحرية للهند في ذلك الوقت. كان الأسطول مرحبًا به بحرارة في ديو وانضم حسين الكردي إلى مليكويز وهو أميرال مملوكي يخدم كجرات كقائد لأسطول المماليك في معركة شاول حيث واجهوا وهزموا أسطول لورينكو دي ألميدا ابن نائب الملك البرتغالي للهند د. فرانسيسكو دي ألميدا .

### معركة ديو (1509)
بعد هذه المعركة قاتل البرتغاليون بشدة بقيادة نائب الملك نفسه الذي كان يسعى للانتقام من وفاة ابنه والإفراج عن السجناء البرتغاليين الذين أسروا في شاول عام 1508. نجح البرتغاليون في نهاية المطاف في القضاء على أسطول المماليك الجنوبي في عام 1509 في معركة ديو .
منعت معارك المماليك مع البرتغاليين من عرقلة تجارة البحر الأحمر بشكل كامل. ومع ذلك فإن قلة البضائع المعروضة كان كافياً لإجبار الأسعار في مصر على الوصول إلى المستويات الفلكية.

## الدبلوماسية

### دبلوماسية البندقية

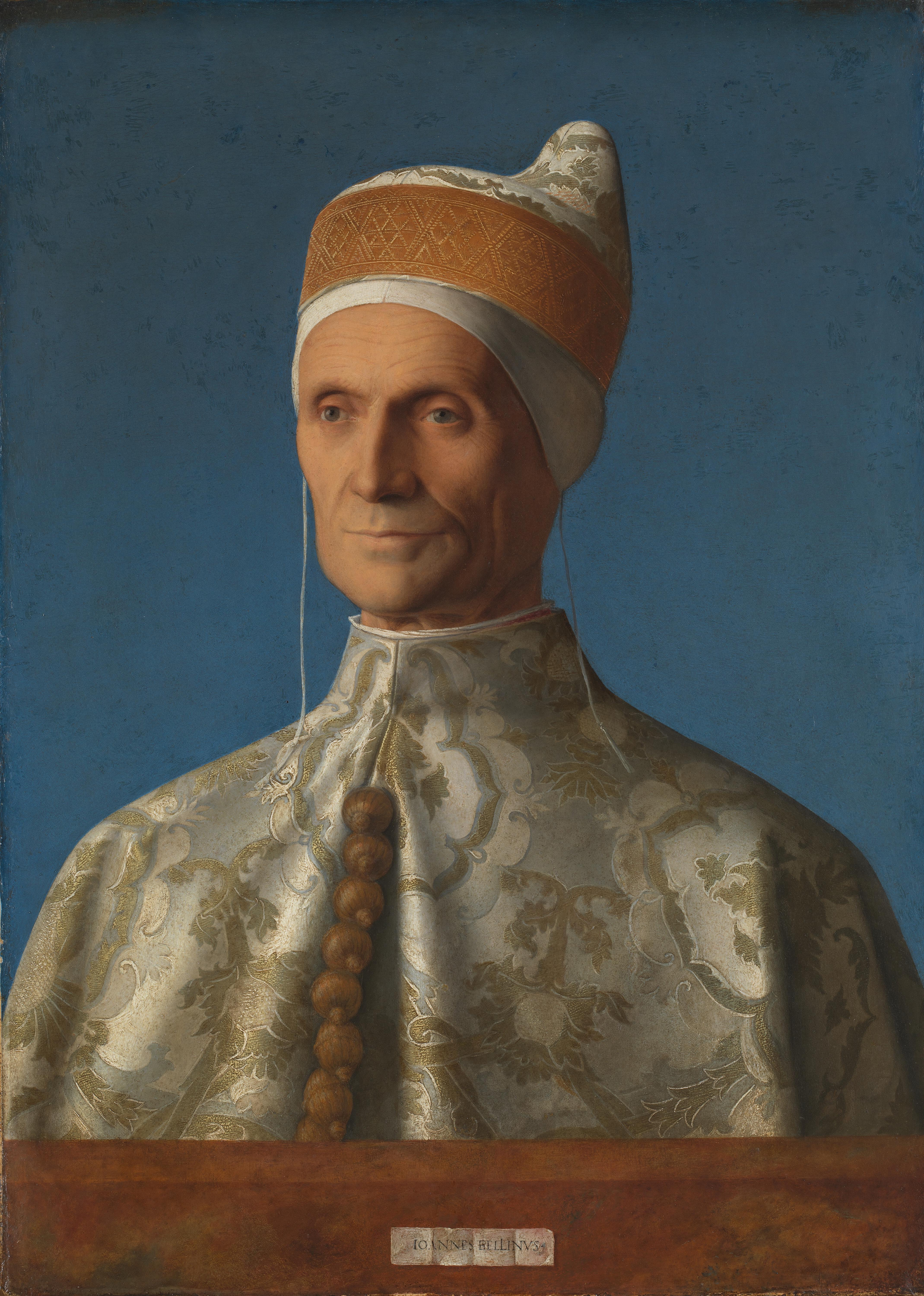
تحالفت البندقية في عهد ليوناردو لوريدانو مع المماليك والعثمانيين ضد البرتغاليين.

حاول المماليك مرة أخرى تأمين مساعدة الفينيسيين ضد البرتغاليين وقد تدخلوا من خلال التماس قضيتهم مع البابا .
استمر الفينيسيون الذين كانوا في سلام مع العثمانيين منذ توقيع معاهدة السلام لعام 1503 من قبل أندريا جريتي بعد الحرب العثمانية والبندقية في تأمين السلام مع العثمانيين وجددوا معاهدة السلام الخاصة بهم في عام 1511 مما دفعهم إلى تشجيع العثمانيون يشاركون في الجانب المملوكي في الصراع ضد البرتغاليين.

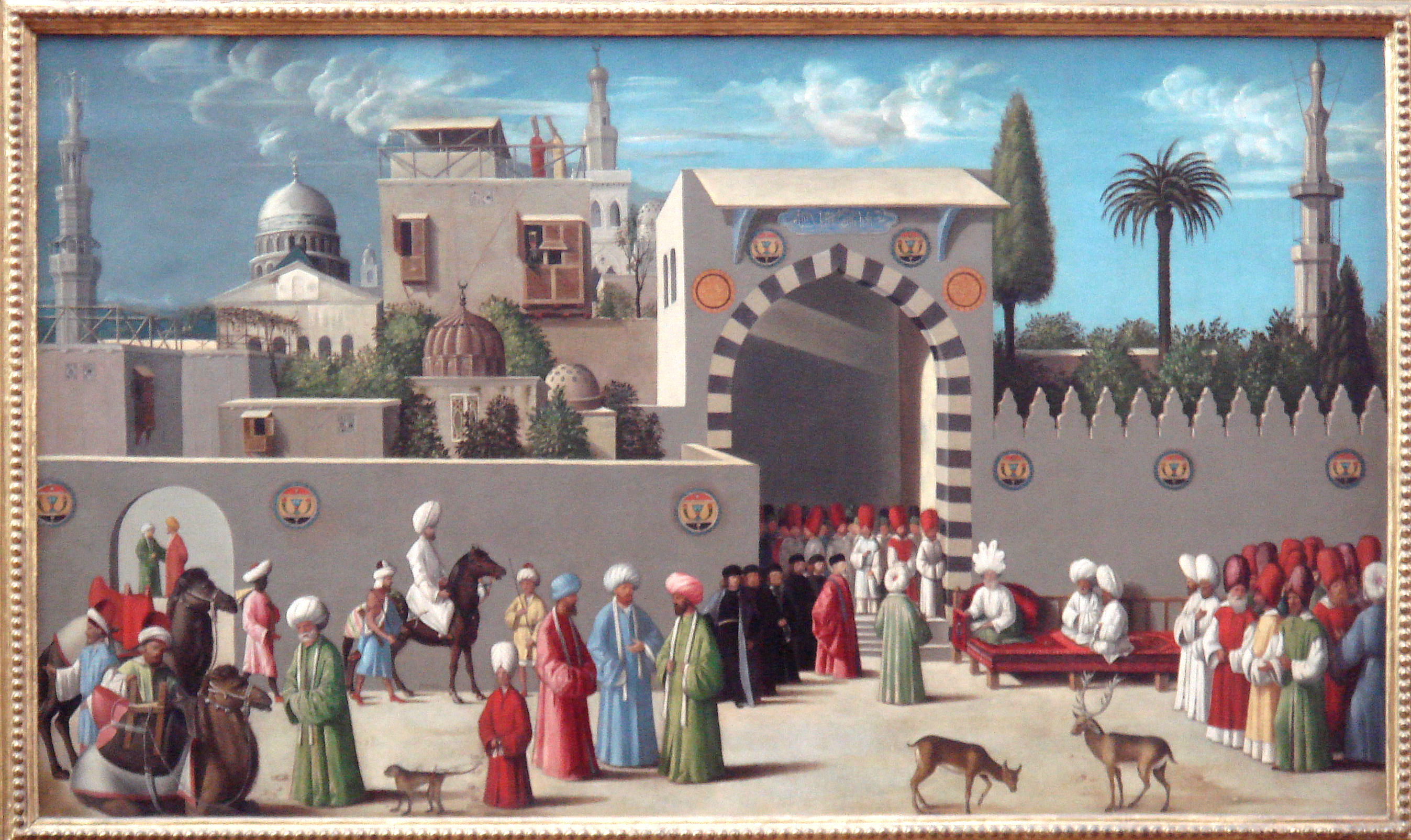
سفارة البندقية إلى حاكم المماليك في دمشق عام 1511 ، ورشة عمل جيوفاني بيليني.

كان التقارب على هذا النحو حيث سمحت فينيسيا بالتزويد العثماني في موانئها المتوسطية مثل قبرص . كما طلبت البندقية الدعم العثماني في حرب عصبة كامبراي ولكن دون جدوى.
وقع السفير التجاري في القاهرة دومينيكو تريفيسان معاهدة مملوكية فينيسية في عام 1513. بعد هذه النقطة وانعكاسات المماليك والفرس ضد العثمانيين فضلت البندقية بشكل متزايد التقارب مع الإمبراطورية العثمانية.

### محاولات إنشاء تحالف برتغالي فارسي
من ناحية أخرى نظم البرتغاليون الذين كانوا يخشون رحلة استكشافية جديدة من المماليك تقاربًا مع بلاد فارس ، وسعى لإنشاء تحالف يمكن أن يعطي قواعد للبرتغاليين على السواحل الشمالية للمحيط الهندي ويخلق تهديدًا شرقيًا للعثمانيين والمماليك. استقبل البوكيرك سفير الشاه إسماعيل في جوا ، وأعاد خطابًا وسفيرًا في شخص روي غوميز. في رسالة إلى شاه إسماعيل، اقترح البوكيرك هجومًا مشتركًا على المماليك والعثمانيين:

## حملة البحر الأحمر البرتغالية (1513)
بعد انتصارهم في معركة ديو والقضاء على الأساطيل الإسلامية المنافسة في المحيط الهندي سعى البرتغاليون إلى التدمير المنهجي للملاحة التجارية الإسلامية.
في عام 1513 قاد البوكيرك حملة ضد البحر الأحمر من أجل وقف التجارة المملوكية بالكامل مع الهند، وهزيمة خطط المماليك لإرسال أسطول إلى الهند. في 7 فبراير 1513 ، غادر جوا مع 1700 برتغالي و 1000 رجل هندي في 24 سفينة. هبط البوكيرك في عدن في 26 مارس 1513 ، عند مدخل البحر الأحمر وحاول الاستيلاء على المدينة، لكنه تم صده. أبحر في البحر الأحمر، ودمر ميناء كمران (يونيو ويوليو 1513). فشل في الإبحار إلى جدة بسبب الرياح المعاكسة، ثم انسحب إلى الهند بعد قصف عدن مرة أخرى.
وهكذا فشل البوكيرك في وقف تجارة التوابل عبر البحر الأحمر وإقامة احتكار تجاري لتجارة التوابل بين أوروبا والهند. ومع ذلك، كانت هذه الحملة تشكل تهديدًا كبيرًا لميناء السويس المماليك والمدن المقدسة في مكة والمدينة ، مما وضع السلطان المملوكي تحت ضغط هائل. وهكذا اضطر السلطان المملوكي قنصوه إلى طلب المساعدة العثمانية على الرغم من أن العثمانيين كانوا منافسين تقليديين في مقاومته للبرتغاليين.

## الحملة العثمانية المملوكية (1514-1517)

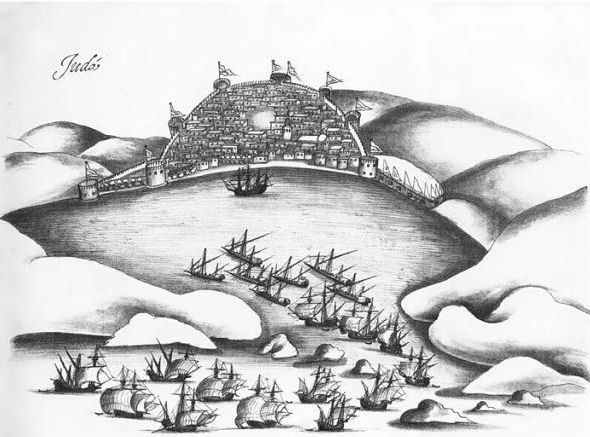
دافع المماليك والعثمانيين بقيادة سلمان ريس عن جدة ضد أي هجوم برتغالي في عام 1517.

في 1514-1516 تعاون العثمانيين مع المماليك ضد البرتغاليين. قدموا للقائد العثماني في شخص سلمان ريس وكذلك الأسلحة النارية. دخل سلمان ريس في خدمة المماليك وقاد مجموعة من 2000 مقاتل من بلاد الشام ربما ضد رغبات السلطان العثماني سليم الأول ، والتقى بهذه القوة مع السلطان قنصوه في السويس في أبريل 1514. تم إنشاء دفاعات للمدفعية أيضا في جدة والإسكندرية . هذا التركيز على الجبهة البرتغالية كان له التأثير النهائي لإضعاف نقاط القوة المملوكية التي يمكن وضعها ضد العثمانيين في بلاد الشام. كان الاستثمار ضخمًا حيث كلف الأسطول حوالي 400000 دينار من السلطان المملوكي.
بعد تعطل تجارة التوابل بين الهند ومصر المملوكية من قبل البرتغاليين قاد سلمان ريس أسطول مملوكي من 19 سفينة إلى المحيط الهندي في 1515. غادر السويس يقود الأسطول في 30 سبتمبر 1515. 3000 رجل بينهم 1300 منهم الجنود الأتراك. بنى الأسطول حصنًا في كمران لكنه فشل في الاستيلاء على اليمن وعدن في 17 سبتمبر 1516. كان الأسطول المدمج قادرًا على الدفاع عن جدة ضد البرتغاليين في عام 1517 ولكن بحلول ذلك الوقت كانت الحرب بين العثمانيين والمماليك على وشك الوقوع.
نتيجة لذلك تمكن البرتغاليون من إنشاء مراكز تجارية في شبه القارة الهندية وتولي تجارة التوابل إلى أوروبا والتي كانت مصدرًا رئيسيًا لإيرادات دولة المماليك. أصبحت الإمبراطورية المملوكية مشلولة مالياً ثم هزمتها الإمبراطورية العثمانية في عهد سليم الأول في الحرب العثمانية المملوكية (1516-1517) . استولى العثمانيون على القاهرة في 26 يناير 1517 مما أدى إلى تفكك الإمبراطورية المملوكية.

## الاستيلاء العثماني
العثمانيين من ناحية أخرى تمكنوا من تأسيس وجود قوي في المحيط الهندي والتي سوف تتطور أكثر خلال بقية القرن. تولى العثمانيون مهمة محاربة البرتغاليين في المحيط الهندي وخاصة من خلال الأميرال سلمان ريس الذي احتل عام 1525 عدن واليمن بأسطول من 18 سفينة و 299 مدفع مما اضطر البرتغاليين إلى التراجع. ولكن العثمانيين فشلوا في حصار ديو 1538.
من ناحية أخرى فقدت مصر مكانتها كقوة عظمى وحرمت من موارد تجارة المحيط الهندي وتلاشت بشكل أساسي في الخلفية للقرون الثلاثة القادمة.